# Tao (região histórica)

Mapa destacando a região histórica georgiana de Tao

Tao (em georgiano: ტაო) é uma região histórica georgiana localizada no território da moderna Turquia. Seu nome deriva dos taocos, uma antiga tribo georgiana cujos membros eram os mais antigos habitantes da região. Na Idade Média, foi província de diversos reinos e estados da dinastia Bagrationi entre os séculos VIII e XVI até a conquista final pelo Império Otomano.